# Мейер, Тео
Тео Мейер (нидерл. Theodorus («Theo») Johannes Meijer; род. 18 февраля 1965, Амерсфорт, Утрехт) — голландский дзюдоист, чемпион и призёр чемпионатов Голландии и Европы, призёр чемпионата мира, участник и призёр Олимпийских игр. Выступал в полутяжёлой (до 95 кг) и абсолютной весовой категории. Шесть раз становился чемпионом Нидерландов, дважды серебряным и трижды бронзовым призёром чемпионатов страны.
На летних Олимпийских играх 1988 года в Лос-Анджелесе Мейер занял 10-е место.
На летней Олимпиаде 1992 года в Барселоне в первой схватке Мейер победил Владаса Бурбу из Литвы. В следующей схватке им был побеждён японец Каи Ясухиро. В третьей схватке Мейер взял верх над американцем Лео Уайтом. Затем он уступил венгру Анталу Ковачу, ставшему чемпионом этой Олимпиады. В утешительной схватке Мейер победил эстонца Индрека Пертельсона и занял третье место.